# За цара и отаџбину
За цара и отаџбину (рус. Адъютанты любви) је руска теленовела, снимана у Русији 2005. године. Серија прати догађаје за време владавине руског цара Александра I.
У Србији, гледаоци су серију могли да прате на Радио-телевизији Војводина, а однедавно и на телевизији Студио Б.

## Прича
Епска сага, романса, интриге и авантуре, од аутора и продуцента познате, интернационално успешне и награђиване серије Кнегиња Анастазија. На двору руског цара Павла у Санкт Петербургу, 1800, млади племић Пјотр Иванович Черкасов управо се придружио престижној царској гарди.
Пјотр и његови другови успевају да спрече атентат на Павловог сина, принца Александра. Њихову херојску акцију награђује 24-годишњи принц, који ће кроз шест месеци наследити руски престо, после смрти његовог оца у државном удару у којем је учествовао војни губернатор Санкт Петербурга гроф фон дер Пален, отац Ксеније фон Зак, љубавнице Пјотра Ивановича Черкасова.
Пјотрови успеси у љубави, међутим, нису на висини његове војне храбрости. Труди се да поново задобије своју стару љубав, Олгу Лопухину, која је сада постала дворска дама и супруга моћног кнеза Романа Монго-Столипина. Олгин муж зна за њену бившу љубав и чини све да га се реши, па је Пјотр послат у Париз за амбасадора Русије у Француској.
Тек што је преузео дужност, млади Рус постаје пион на великој шаховској табли, где се две империје боре за доминацију у Европи. Како Наполеонове територијалне амбиције рапидно расту, тако расте и напетост између руске монархије и француске империје. Европа је све ближа рату, а Пјотрове дипломатске способности и шарм све више служе његовој земљи, која се припрема за рат. Његова мисија постаје тајна, а Пјотр врхунски шпијун у Француској, у служби цара Александра од Русије.